# Var glad uti den goda dag
Var glad uti den goda dag är en vinterpsalm diktad av Johan Olof Wallin.

## Publicerad i
- 1819 års psalmbok som nummer 405 under rubriken "Med avseende på särskilda personer, tider och omständigheter: Årets tider och jordens fruktbarhet: Vintern".[1]